# 上愛塞省旗

上愛塞省旗

上愛塞省旗使用了紅黃藍三種顏色，最上端和最下端為紅色條紋，靠近中間的則是兩條黃色條紋。位居中央的是一條波浪形藍色條紋，象徵艾瑟尔河。